# フジテレビ土曜夕方6時台枠のアニメ
フジテレビ土曜夕方6時台枠のアニメは、かつてフジテレビ系で土曜18時00分 - 18時30分および18時30分 - 19時00分（双方ともJST）に放送されていたテレビアニメの作品一覧である。
なお前半の時間帯は一貫して、後半の時間帯は1984年9月以降ローカルセールス枠だったので、一部では遅れネットや未放映の地域がある。

## 歴史
フジテレビは開局した1959年の7月1日から『進め!ラビット』等の海外作品を皮切りに、日曜以外の18:55-19:00に5分間のアニメ枠を設けてきた。その後、夕方ニュースの時間拡大に伴い土曜日の18時台後半に集約されタイムボカンがスタート。以後、多くの人気アニメが当枠で放送された。

### 前半
- この時間帯の歴史はかなり古く、1968年10月よりタツノコプロ作品の再放送で始まるが、1年放送したところで海外ドラマの再放送のため長期の中断、そして1977年1月1日（後半枠の『ヤッターマン』開始日）に金曜19:00（この枠もローカルセールス）から移動した『アンコール名作劇場 フランダースの犬』（再放送番組）から再開、その後タツノコプロ作品『風船少女テンプルちゃん』を放送するが、終了と同時に中断した。
- それから3年後、国際映画社制作『めちゃっこドタコン』で再開、少女アニメを放送してもヒットせず、1985年3月放送をもって、かつての枠だった金曜19:00に移動した『あした天気になあれ』を最後に、後半枠より先に終了。その後は2001年3月まで全国ニュース枠となり、同年4月より『MUSIC FAIR』が日曜夜から移動して現在に至る。

### 後半
- 後半の初作品は、タツノコプロ制作『タイムボカンシリーズ』の第1作『タイムボカン』で、以後『タイムボカンシリーズ』が1983年3月26日まで継続した。また本枠はアニメ枠創設から10年間タツノコプロのレギュラー枠となっていた。
- 1983年春の改編で、それまでタツノコアニメを放送していた日曜18:00に、新たにスポーツ情報番組『サントリー スポーツ天国』を設置。これにともない、同年1月に開始し継続中の『未来警察ウラシマン』が当枠に移動し、『タイムボカンシリーズ』の新作『イタダキマン』は土曜19:30に代わった。結果は『スポーツ天国』と『イタダキマン』は双方ともヒットせず、同年9月終了の『イタダキマン』をもってシリーズが（いったん）終結したのに対し、『ウラシマン』は当枠でも好評で、同年12月まで継続した。だが次作『OKAWARI-BOY スターザンS』継続中にグリコ・森永事件が起きて、その影響で筆頭スポンサーの森永製菓が一時的に降板した。
1984年9月からの『よろしくメカドック』からは地域限定スポンサードネット枠になり、スポンサード対象から外れてローカルセールス扱いとなった一部地域で遅れネット・未放送・フジテレビの優先権失効後を含む本放送終了後の放送および系列外局への放映移譲[1]のいずれかとなった。そして1985年10月5日終了の『炎のアルペンローゼ ジュディ&ランディ』をもってタツノコ路線は遂に終了した（同時にフジテレビ地上波でのタツノコ作品も2011年開始の『C』まで25年半中断）。
- 代わって1985年10月12日から『ゲゲゲの鬼太郎』（第3作）を開始、久々のヒット作になる。その後はスタジオぴえろ（現：ぴえろ）制作アニメを放送、以降10年間当枠はぴえろのレギュラー枠となった。特に赤塚不二夫原作作品や、冨樫義博原作『幽☆遊☆白書』が好評となる。だが1998年4月よりぴえろ制作の『烈火の炎』が金曜16:30に移動し、アニメ枠がいったん中断。これ以降の同時間帯は完全にローカルセールス枠となった。
- その後は1998年10月10日開始の日本アニメーション制作『花さか天使テンテンくん』で再開するも[2]、2002年3月30日終了の『バンパイヤン・キッズ』でアニメは終結し以降はバラエティ枠となった。
フジテレビでは、2002年10月より『もしもツアーズ』が20年近くに渡り土曜18時台後半に放送され、2024年現在は『ネタパレ』が放送中だが、いずれも完全ローカルセールス枠で、自社制作番組や系列内外の遅れネット番組を放送する系列局もある。なお2022年12月10日に19時からの劇場版 鬼滅の刃 無限列車編放送に伴い、18時半より「鬼滅の刃」無限列車編1話再放送を行うため21年ぶりに同枠でアニメを放送した[3]。
- 1985年以降は一時期を除き、土曜日のプロ野球中継が18:30からになったため、プロ野球中継が編成された日は当枠のアニメは休止となっていた[4][5]。
- 『みどりのマキバオー』以降、毎年7月の第2週もしくは第3週は18:00から『FNS27時間テレビ』を編成する為休止していた（18:00からの全国ニュースは30分繰上げ）

## 作品リスト

### 18時00分 - 18時30分
| タイトル                                         | 放映期間                      | 話数 | 製作会社               | 原作                   | 声の出演                                               | 備考   |
| ------------------------------------------------ | ----------------------------- | ---- | ---------------------- | ---------------------- | ------------------------------------------------------ | ------ |
| マッハGoGoGo （第1作、再放送）                   | 1968年10月 - 1969年3月        |      | タツノコプロ           | 吉田竜夫               | 田中雪弥、大宮悌二、堀絢子、大竹宏、愛川欽也           | [ 6 ]  |
| おらぁグズラだど （第1作、再放送）               | 1969年4月 - 9月               |      | タツノコプロ           | 笹川ひろし             | 大平透、東美江、松尾佳子、富山敬、麻生みつ子           | [ 7 ]  |
| （この間、海外ドラマを放送）                     |                               |      |                        |                        |                                                        |        |
| アンコール名作劇場 フランダースの犬 （再放送）   | 1977年1月1日 - 6月18日        |      | 日本アニメーション     | ルイス・ド・ラ・ラメー | 喜多道枝、桂玲子、及川広夫、大木民夫                   | [ 8 ]  |
| （この間『名馬フリッカ』再放送を放送）           |                               |      |                        |                        |                                                        |        |
| 風船少女テンプルちゃん                           | 1977年10月1日 - 1978年3月25日 | 26   | タツノコプロ           | タツノコプロ企画室     | 滝沢久美子、久松夕子、つかせのりこ、緒方賢一、肝付兼太 |        |
| （この間『お笑い大集合』『Xボンバー』を放送）    |                               |      |                        |                        |                                                        |        |
| めちゃっこドタコン                               | 1981年4月4日 - 10月10日       | 28   | 国際映画社 東映動画    |                        | 杉山佳寿子、白石冬美、中野聖子、龍田直樹、兼本新吾     |        |
| ハニーハニーのすてきな冒険                       | 1981年10月17日 - 1982年5月1日 | 29   | 国際映画社 東映動画    | 水野英子               | 松島みのり、白石冬美、井上真樹夫                       |        |
| おちゃめ神物語コロコロポロン                     | 1982年5月8日 - 1983年3月26日  | 46   | 国際映画社             | 吾妻ひでお             | 三浦雅子、山本圭子、野島昭生、雨森雅司、大竹宏         |        |
| ななこSOS                                        | 1983年4月2日 - 12月24日       | 39   | 国際映画社             | 吾妻ひでお             | 木藤玲子、三ツ矢雄二、古谷徹、銀河万丈、滝口順平       |        |
| （この間はドラマ『ねらわれた学園』再放送を放送） |                               |      |                        |                        |                                                        |        |
| スペースコブラ （再放送）                        | 1984年4月 - 6月               |      | 東京ムービー新社       | 寺沢武一               | 野沢那智、榊原良子、加藤精三                           |        |
| ふしぎなコアラブリンキー                         | 1984年7月7日 - 9月29日        | 13   | 日本アニメーション     |                        | 戸田恵子、三浦雅子、安藤ありさ、野島昭生               | [ 9 ]  |
| あした天気になあれ                               | 1984年10月6日 - 1985年3月30日 | 26   | NAS 土田プロダクション | ちばてつや             | 塩屋翼、富沢美智恵、丸山裕子、伊倉一恵、小林清志       | [ 10 ] |

### 18時30分 - 19時00分
| タイトル                                                                        | 放映期間                       | 話数 | 製作会社                            | 原作                                        | 声の出演                                                                            | 備考   |
| ------------------------------------------------------------------------------- | ------------------------------ | ---- | ----------------------------------- | ------------------------------------------- | ----------------------------------------------------------------------------------- | ------ |
| タイムボカン                                                                    | 1975年10月4日 - 1976年12月25日 | 61   | タツノコプロ                        | タツノコプロ企画室                          | 太田淑子、岡本茉莉、桂玲子、小原乃梨子、八奈見乗児、立壁和也→たてかべ和也、滝口順平 | [ 11 ] |
| ヤッターマン （第1作）                                                          | 1977年1月1日 - 1979年1月27日   | 108  | タツノコプロ                        | タツノコプロ企画室                          | 太田淑子、岡本茉莉、桂玲子、小原乃梨子、八奈見乗児、立壁和也→たてかべ和也、滝口順平 |        |
| ゼンダマン                                                                      | 1979年2月3日 - 1980年1月26日   | 52   | タツノコプロ                        | タツノコプロ企画室                          | 三ツ矢雄二、滝沢久美子、小原乃梨子、八奈見乗児、たてかべ和也                        |        |
| タイムパトロール隊オタスケマン                                                  | 1980年2月2日 - 1981年1月31日   | 53   | タツノコプロ                        | タツノコプロ企画室                          | 水島裕、島津冴子、小原乃梨子、八奈見乗児、たてかべ和也                              |        |
| ヤットデタマン                                                                  | 1981年2月7日 - 1982年2月6日    | 52   | タツノコプロ                        | タツノコプロ企画室                          | 曽我部和行、三浦雅子、小原乃梨子、八奈見乗児、たてかべ和也                          |        |
| 逆転イッパツマン                                                                | 1982年2月13日 - 1983年3月26日  | 58   | タツノコプロ                        | タツノコプロ企画室                          | 富山敬、原えりこ、小原乃梨子、八奈見乗児、たてかべ和也                              | [ 12 ] |
| 未来警察ウラシマン                                                              | 1983年4月2日 - 12月24日        | 38   | タツノコプロ                        | 曽田博久 （原案）                           | 小林通孝、神谷明、横沢啓子、大平透、勝生真沙子                                      | [ 13 ] |
| OKAWARI-BOY スターザンS                                                         | 1984年1月7日 - 8月25日         | 34   | タツノコプロ                        | 笹川ひろし （原案）                         | 井上和彦、高田由美、香椎くに子、玄田哲章、大平透                                    |        |
| よろしくメカドック                                                              | 1984年9月1日 - 1985年3月30日   | 30   | タツノコプロ                        | 次原隆二                                    | 橋本晃一、石丸博也、日髙のり子、大平透、橋本テツヤ                                  | [ 14 ] |
| 炎のアルペンローゼ ジュディ&ランディ                                            | 1985年4月6日 - 10月5日         | 20   | タツノコプロ                        | 赤石路代                                    | 鷹森淑乃、難波圭一、柴田秀勝                                                        | [ 15 ] |
| ゲゲゲの鬼太郎 （第3作）                                                        | 1985年10月12日 - 1988年2月6日  | 108  | 東映動画 読売広告社                 | 水木しげる                                  | 戸田恵子、田の中勇、富山敬、三田ゆう子、色川京子                                    | [ 16 ] |
| おそ松くん （第2作）                                                            | 1988年2月13日 - 1989年12月30日 | 86   | スタジオぴえろ 読売広告社           | 赤塚不二夫                                  | 井上瑤、松本利香、林原めぐみ、真柴摩利、松井菜桜子、横尾まり、肝付兼太、田中真弓    | [ 17 ] |
| 平成天才バカボン                                                                | 1990年1月6日 - 12月29日        | 46   | スタジオぴえろ 読売広告社           | 赤塚不二夫                                  | 富田耕生、林原めぐみ、増山江威子、坂本千夏、千葉繁                                  |        |
| おれは直角                                                                      | 1991年1月5日 - 10月12日        | 36   | スタジオぴえろ 読売広告社           | 小山ゆう                                    | 坂本千夏、折笠愛、青野武、滝沢久美子                                                |        |
| バカボンおそ松のカレーをたずねて三千里                                          | 1991年10月19日 - 10月26日      | 2    | スタジオぴえろ 読売広告社           | 赤塚不二夫                                  | 富田耕生、肝付兼太、田中真弓、増山江威子、林原めぐみ                                | [ 18 ] |
| 丸出だめ夫 （アニメ版）                                                         | 1991年11月2日 - 1992年9月26日  | 47   | スタジオぴえろ 読売広告社           | 森田拳次                                    | 鉄砲塚葉子、田中真弓、田の中勇、松本利香、白鳥由里                                  |        |
| 幽☆遊☆白書                                                                      | 1992年10月10日 - 1995年1月7日  | 112  | スタジオぴえろ 読売広告社           | 冨樫義博                                    | 佐々木望、千葉繁、緒方恵美、檜山修之、田中真弓、深雪さなえ、天野由梨                | [ 19 ] |
| NINKU -忍空-                                                                    | 1995年1月14日 - 1996年2月24日  | 55   | スタジオぴえろ 読売広告社           | 桐山光侍                                    | 松本利香、真殿光昭、小杉十郎太、松本保典、石田彰                                    |        |
| みどりのマキバオー                                                              | 1996年3月2日 - 1997年7月12日   | 61   | スタジオぴえろ 読売広告社           | つの丸                                      | 犬山犬子、千葉繁、飯塚昭三、玄田哲章、山田雅人                                      | [ 20 ] |
| 烈火の炎                                                                        | 1997年7月19日 - 1998年3月28日  | 42   | スタジオぴえろ 読売広告社           | 安西信行                                    | 岡野浩介、増田ゆき、平松晶子、飛田展男、緑川光                                      | [ 21 ] |
| （この間は音楽番組『MUSIC HAMMER』を放送 。これ以後全系列局がローカルセールス） |                                |      |                                     |                                             |                                                                                     |        |
| 花さか天使テンテンくん                                                          | 1998年10月10日 - 1999年9月25日 | 43   | 日本アニメーション                  | 小栗かずまた                                | ゆきじ、神代知衣、摩味、永井寛孝                                                    |        |
| HUNTER×HUNTER （第1作）                                                         | 1999年10月16日 - 2001年3月31日 | 62   | 日本アニメーション スタジオディーン | 冨樫義博                                    | 竹内順子、三橋加奈子、郷田ほづみ、甲斐田ゆき、高橋広樹                              |        |
| パラッパラッパー                                                                | 2001年4月14日 - 9月29日        | 30   | SME・ビジュアルワークス J.C.STAFF   | ロドニー・アラン・グリーンブラット 松浦雅也 | 入野自由、菊池正美、鈴村健一、かないみか                                            | [ 23 ] |
| バンパイヤン・キッズ                                                            | 2001年10月13日 - 2002年3月30日 | 23   | Production I.G                      | プロダクション・アイジー                    | 愛川欽也、小山茉美、鶴ひろみ                                                        |        |

## 参考：18:15 - 18:45枠作品
土曜18時台に18:15 - 18:45枠が編成されていた時期にも、30分アニメが放送されていた事があった。
| タイトル                                                      | 放映期間               | 話数 | 製作会社                  | 原作     | 声の出演                                       | 備考   |
| ------------------------------------------------------------- | ---------------------- | ---- | ------------------------- | -------- | ---------------------------------------------- | ------ |
| 宇宙エース                                                    | 1965年5月 - 1966年3月  | 48   | タツノコプロ              | 吉田竜夫 | 白川澄子、家弓家正、向井真理子、愛川欽也       | [ 24 ] |
| （この間『マックとマイヤー』『おーい!チロリン村だよ』を放送） |                        |      |                           |          |                                                |        |
| ヘッケルとジャッケル （再放送）                               | 1966年9月              |      | ポール・テリー （製作者） |          | 長門勇、三波伸介、牟田悌三                     | [ 25 ] |
| （この間『ちびっこトリオクイズ』を放送）                      |                        |      |                           |          |                                                |        |
| 鉄腕アトム （第1作、再）                                      | 1967年10月 - 1968年3月 |      | 虫プロダクション          | 手塚治虫 | 清水マリ、勝田久、矢島正明、水垣洋子、小宮山清 | [ 26 ] |